# Грусть

Родина-мать на Пискарёвском кладбище олицетворяет скорбящую женщину, мать, жену…

Грусть — отрицательно окрашенная эмоция. Возникает в случае значительной неудовлетворённости человека в каких-либо аспектах его жизни; часто возникает после утраты.
Понятие грусти считается противоположным радости и близко по значению таким словам, как печаль, тоска, уныние, скорбь, кручина, меланхолия. Иногда эти слова считаются синонимами. В клиническом состоянии грусть переходит в депрессивные состояния организма. Это может повлечь за собой постоянные приступы меланхолии, плохого настроения, неспособность делать обычные повседневные дела. В искусстве грусть нередко становилась двигателем, а то и основной философской составляющей произведения.

## Механизм грусти
Грусть возникает в случае значительной неудовлетворённости человека в каких-либо аспектах жизни. Цель грусти — мотивировать человека изменять положение к лучшему, добиваться своих целей, устранять неудовлетворённость желаний: поскольку грусть является неприятным чувством, она вынуждает человека действовать, устранять её причину, чтобы избавиться от неё, мотивируя его таким образом к развитию и исполнению своих целей.

## Отличие от схожих терминов
Такие эмоции, как обида, разочарование и отчаяние, принципиально отличаются от грусти.
Из-за расплывчатости терминов невозможно точно разграничить специфику этих эмоций, однако на основании контекста, в котором обычно употребляют тот или иной термин, можно сделать следующие выводы:

### Грусть
Грусть характеризуется несильным, неглубоким и кратковременным переживанием. В отличие от сходных эмоций, грусть имеет наименьшую неприятность переживания. В некоторых случаях она может быть приятна (так называемая «светлая грусть»). Грусть не обязательно является следствием сильного потрясения или психотравмы, зачастую это обыденное неклиническое явление. В отличие от более сильных эмоций, грусть не нарушает нормальную работоспособность человека, она лишь снижает его оживление. В переводах русскому слову грустный обыкновенно соответствует английское blue: Грустный ритм > Blue Rhythm (отсюда блюз). Также эквивалентом грусти является Sad: Грустный Мак > Sad Mac. Французским эквивалентом грусти является Tristesse: Здравствуй, грусть! > Bonjour Tristesse.

### Тоска
Тоска является наиболее сильным, интенсивным и продолжительным чувством. Она характеризуется наибольшей неприятностью переживания. Иван Крылов в басне «Зеркало и обезьяна» (1815) отмечает суицидальные аспекты тоски: «Я удавилась бы с тоски / Когда бы на неё хоть чуть была похожа». Александр Пушкин в Сказке о царе Салтане (1831) проводил параллель между печалью, грустью и тоской: "Князь печально отвечает: «Грусть-тоска меня съедает». В переводах русским словом тоскливый может передаваться английское слово Lonesome (одинокий): Ночь в тоскливом октябре < A Night in the Lonesome October.

### Уныние
Уныние (лат. acedia), в отличие от грусти и тоски, заведомо не имеет мотивационной силы. Если грусть и тоска могут сопровождаться желанием изменить ситуацию к лучшему, то при унынии такого желания нет. Уныние характеризуется наибольшей двигательной заторможенностью и снижением работоспособности. Уныние, в отличие от тоски и грусти, в некоторой степени определяется предрасположенностью человека к плохому настроению. Оно может обозначать длительное хроническое плохое настроение. В христианстве уныние является одним из семи смертных грехов.

### Печаль
Печаль является в данном аспекте более неопределённой. Она занимает промежуточное положение между тоской, унынием и грустью, склоняясь ближе к одному или другому. Культ печали характерен для субкультуры эмо.

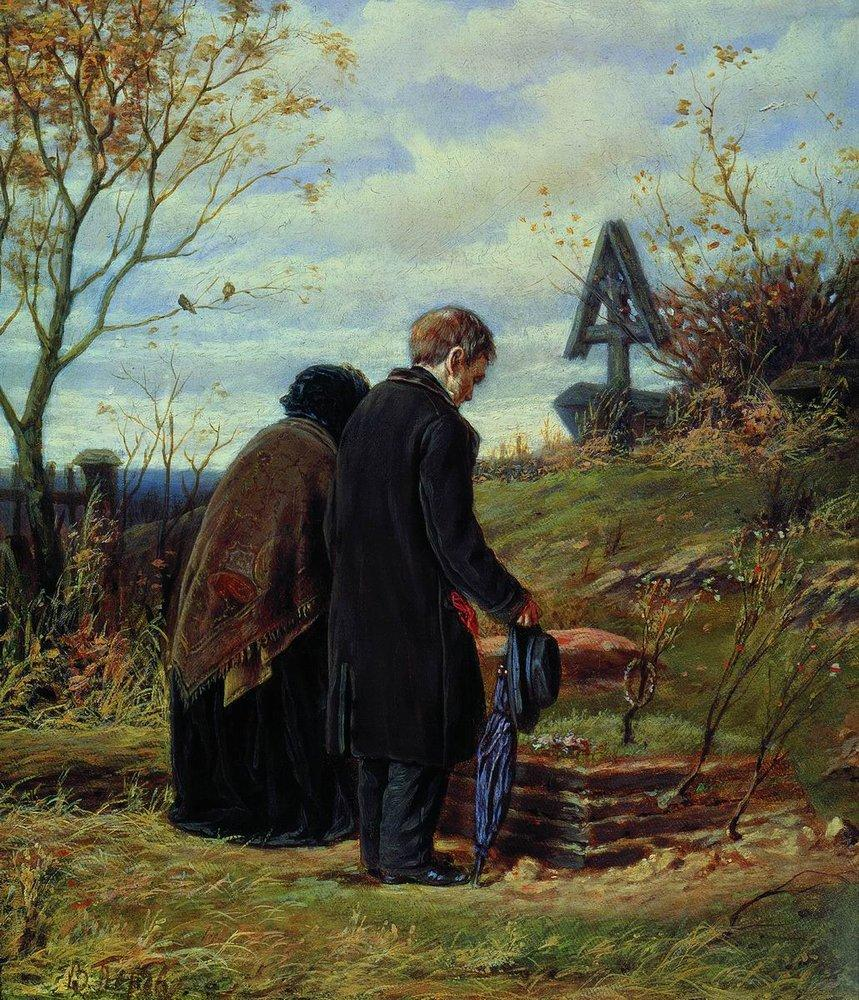
В. Г. Перов «Старики-родители на могиле сына» (1874)

### Скорбь
Согласно словарю Ушакова — крайняя печаль, горесть. Её возникновение связывают с какой-либо личной или общественной утратой.
Скорбь, как правило, возникает в результате утраты или потери дорогого человека. Любая утрата вызывает тяжёлые чувства, но самая большая боль связана со смертью любимого человека и потерей физических или умственных возможностей — инвалидностью.
Скорбь — гнетущая тоска, глубокая печаль; это когда болит сердце, ничто не мило, нет замены утерянному, ноющая грусть, отмечает проф. В. С. Безрукова. В Библии слово «ско́рби» часто употребляется для обозначения страданий народа Божьего. В Святом Писании «ско́рби» рассматриваются как предусмотренные Божьей волей с целью помочь людям обрести моральную чистоту и вести благочестивый образ жизни (Рим. 5:3—4). По христианскому вероучению, со вторым пришествием Иисуса Христа будет положен конец всякой скорби.
Православие считает за грех долгую печаль и уныние, в душе человека должна быть вера в «промысел Божий», надежда и любовь к живым, отмечает словарь «Основы духовной культуры».
На государственном уровне отмечается день памяти и скорби, где эквивалентом скорби является sorrow.